# أكيكو كاويز (مؤدية صوت)
أكيكو كاويز (باليابانية: 川瀬晶子؛ بالكانا: かわせ あきこ) هي مؤدية صوت يابانية، ولدت في 29 يونيو 1980 في طوكيو في اليابان.

## وصلات خارجية
- الموقع الرسمي
- أكيكو كاويز على موقع IMDb (الإنجليزية)
- أكيكو كاويز على موقع قاعدة بيانات الفيلم (الإنجليزية)
- أكيكو كاويز على موقع كينوبويسك (الروسية)
- أكيكو كاويز على موقع ANN person (الإنجليزية)